# ناکلا
ناکلا (به لاتین: Nakla) یک منطقهٔ مسکونی در بنگلادش است که در ناحیه شیرپور واقع شده‌است. ناکلا ۱۷۴٫۸ کیلومتر مربع مساحت و ۱۶۲٬۹۵۲ نفر جمعیت دارد.